# Baltimore Bays 1967
Questa pagina raccoglie i dati riguardanti i Baltimore Bays nelle competizioni ufficiali della stagione 1967.

## Stagione
I Bays ottennero il primo posto della Eastern Division della NPSL, qualificandosi così per la finale della competizione, persa poi contro gli Oakland Clippers.
Migliori marcatori stagionali furono Fernando Azevedo e Guy Saint-Vil con otto segnature, mentre Juan Santisteban fu il miglior assist-man con sette passaggi vincenti.

## Organigramma societario
Area direttiva
- Presidente: Jerold Hoffberger
- General manager: Clive Toye

Area tecnica
- Allenatore: Doug Millward
- Equipe Manager: Al Shapanus
- Trainer: Al Battaglia

## Rosa
| N. |                        | Ruolo | Calciatore         |
| -- | ---------------------- | ----- | ------------------ |
| 1  | Stati Uniti (bandiera) | P     | Halis Alkis        |
| 1  | Scozia (bandiera)      | P     | Denis Connaghan    |
| 2  | Brasile (bandiera)     | D     | Zé Maria           |
| 3  | Brasile (bandiera)     | D     | Uriel              |
| 4  | Israele (bandiera)     | D     | David Primo        |
| 5  | Brasile (bandiera)     | D     | Badu da Cruz       |
| 6  | Inghilterra (bandiera) | A     | Dennis Viollet     |
| 7  | Spagna (bandiera)      | C     | Juan Santisteban   |
| 8  | Giamaica (bandiera)    | A     | Art Welch          |
| 9  | Brasile (bandiera)     | A     | Fernando Azevedo   |
| 10 | Brasile (bandiera)     | A     | Hipólito Chilinque |
| 11 | Brasile (bandiera)     | A     | Nélio              |

| N. |                        | Ruolo | Calciatore            |
| -- | ---------------------- | ----- | --------------------- |
| 12 | Giamaica (bandiera)    | A     | Asher Welch           |
| 13 | Inghilterra (bandiera) | P     | Terry Adlington       |
| 14 | Argentina (bandiera)   | C     | Héctor Jesús Martínez |
| 15 | Spagna (bandiera)      | A     | Luis Mayoral          |
| 16 | Argentina (bandiera)   | D     | Constantino Tejada    |
| 17 | Paraguay (bandiera)    | A     | Rubén Garcete         |
| 18 | Israele (bandiera)     | A     | Shimon Cohen          |
| 19 | Australia (bandiera)   | A     | Karl Minor            |
| 20 | Haiti (bandiera)       | A     | Guy Saint-Vil         |
| 21 | Stati Uniti (bandiera) | D     | Joe Speca             |
| 22 | Svezia (bandiera)      | A     | Leif Claesson         |
|    | Italia (bandiera)      | P     | Franco Altieri        |